# Mencía de Mendoza

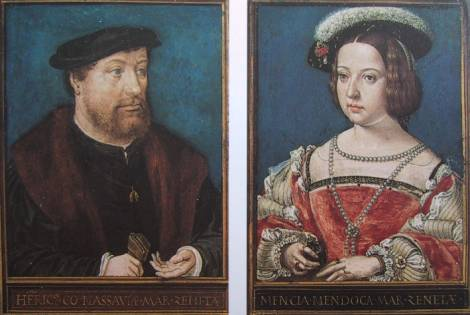
Hendrik III van Nassau (1483–1538) en zijn derde vrouw, Mencía de Mendoza (1508–1554). Portret uit 1531 door Simon Bening (1483–1561)

Mencía de Mendoza y Fonseca, (30 november 1508 – 4 januari 1554) was markiezin van Zenete. Ze is in de Lage Landen bekend als derde vrouw van Hendrik III van Nassau-Breda, graaf van Nassau, heer van Breda en de Lek, met wie ze op 27 juni 1524 trouwde.

## Levensloop
Ze was de dochter van Rodrigo Díaz de Vivar y Mendoza en zijn tweede vrouw María de Fonseca y Toledo. Ze volgde haar vader op veertienjarige leeftijd op als markiezin van Zenete en erfde het familiefortuin van de Mendoza’s. Dit maakte haar tot een van de meest begeerde huwelijkskandidaten van haar tijd. Aanvankelijk schoof de hertog van Alva zijn kleinzoon, Fernando Álvarez de Toledo, de latere landvoogd van de Nederlanden, naar voren als huwelijkskandidaat. Koning Karel I van Spanje was echter bang dat het huis Alva op die manier te machtig zou worden en huwelijkte haar uit aan Hendrik III van Nassau-Breda, oom van de latere Willem de Zwijger, die op dat moment als raadsman en opperkamerheer werkzaam was aan het hof van Karel V. In 1524 trouwden Hendrik en Mencía; zij bleven aanvankelijk in Spanje wonen. Intussen werd aan de Brabantse architect Rombout II Keldermans opdracht gegeven het kasteel van Breda volgens ideeën van Hendrik en Mencía te verbouwen van een middeleeuws kasteel tot een renaissancekasteel, passend bij de weelderige levensstijl van de Spaanse adel.
In 1530 verhuisden Hendrik en Mencía naar Breda en werden zij daar plechtig ingehuldigd. Mencía, die opgegroeid was in de kunstlievende sfeer van het Spaanse hof, maakte van het kasteel een trefpunt voor kunstenaars en humanisten.
Mencia stelde in hetzelfde jaar Jan Gossaert (tot aan zijn overlijden in 1532) aan tot schilder aan het hof van Breda; hiervoor ontving hij een jaargeld van de vorstin..
Zo nodigde zij bijvoorbeeld de Spaanse pedagoog Juan Luis Vives en de schilders Jan van Scorel en Orley uit voor een verblijf in Breda en bracht ze hier een verzameling schilderijen bijeen van toonaangevende schilders, zoals Jheronimus Bosch. Juan Luis Vives werd haar leermeester en raadgever en verbleef in Breda tot de dood van Hendrik. Gedurende deze periode voltooide hij zijn Dialogen en de Anima et Vita.
Zelf beoefende zij graag de letteren o.a. in het Grieks, Latijn en Nederlands. Daarnaast speelde ze Vihuela. Grote werken kwamen er in deze tijd tot stand, zoals de verdere uitbreiding van het kasteel onder leiding van architect Bologna, de inrichting en versiering van de Prinsenkapel, de kooromgang en de versiering van de Grote of Onze-Lieve-Vrouwekerk. Zelf verbleef ze in de vertrekken boven de Watermolen op het kasteelterrein. Dit gebouw, in opdracht van Hendrik in 1510 gebouwd, bestond uit vier verdiepingen en bood een weids uitzicht over het Belcrumbos (jachtgebied van de Nassau's), de hoftuin (Valkenberg), het begijnhof en de Waalse kerk. Naar wens van Mencia werden de vertrekken luxueues ingericht met wandtapijten en schilderijen.

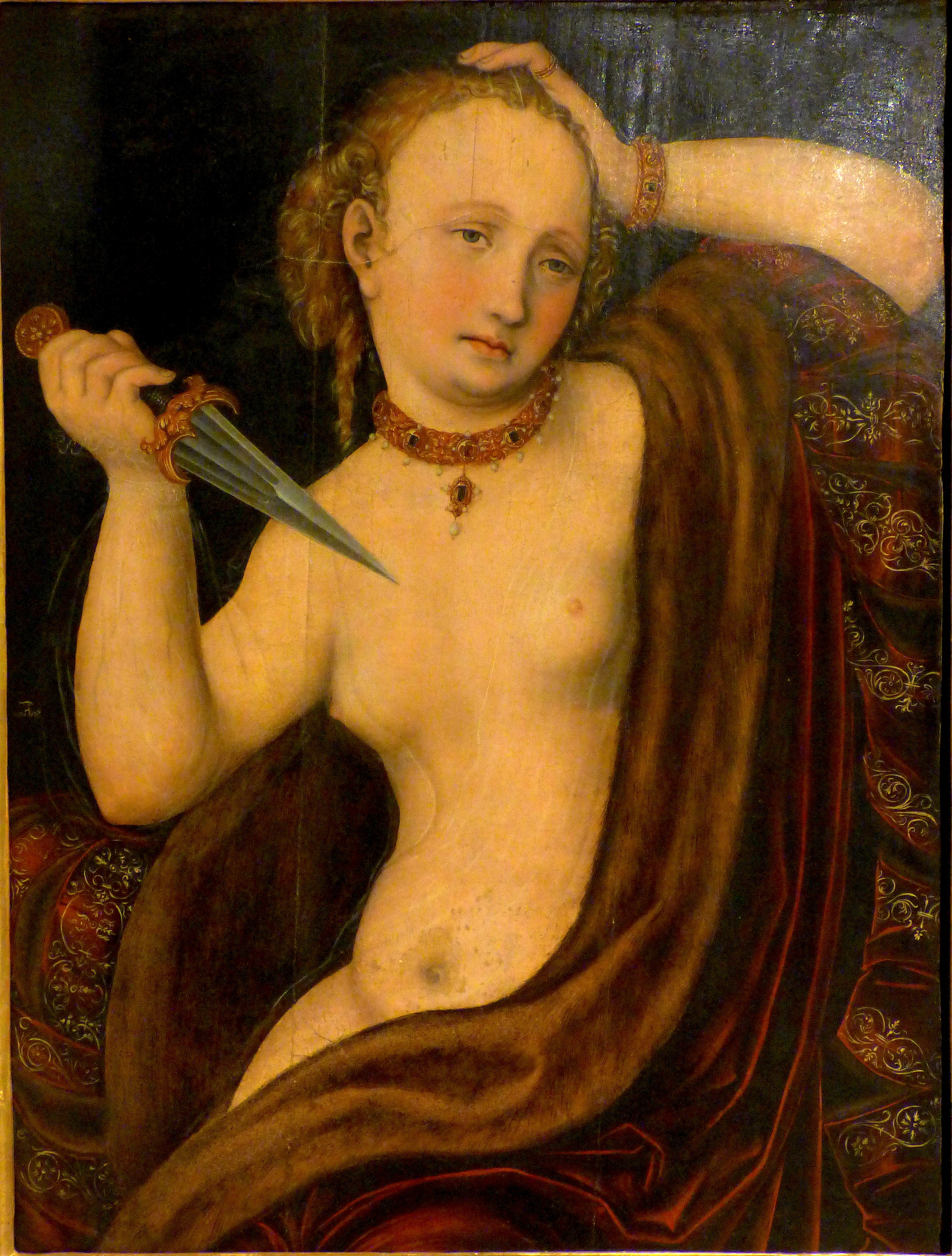
Lucretia door Lucas Cranach de Oude. Schilderij vermeld in de boedelscheiding na de dood van Hendrik III van Nassau-Breda en door Mencia meegenomen naar Spanje.

Toen Hendrik in 1538 stierf en zijn zoon René van Chalon hem als heer van Breda opvolgde, verliet Mencía in 1539 definitief de Nederlanden. Terug in Spanje hertrouwde zij met Ferdinand van Aragón, hertog van Calabrië en onderkoning van Valencia (Andria, 15 december 1488 – Valencia, 26 oktober 1550), zoon van koning Frederik IV van Napels, met wie zij zich in Valencia vestigde. Hier zette ze haar kunstverzameling voort. Uit brieven blijkt dat een gedeelte van deze verzameling verloren was gegaan, mogelijk tijdens een schipbreuk op weg naar Spanje. Om het gat in haar collectie te vullen vroeg ze in 1539 haar zaakwaarnemer in Antwerpen, Arnoa del Plano, op zoek te gaan naar nieuwe werken van Jheronimus Bosch. Een van deze werken is wellicht het 'Passie-drieluik' van een navolger van Bosch, dat dienstdeed als altaarstuk in haar grafkapel in de San Domingo in Valencia. Mencía overleed kinderloos. Haar erfgenamen waren de latere landvoogd Requesens en zijn dochter Mencia.

## Eerbetoon
Het Mencia de Mendozalyceum in Breda en de Mendozaweg op het terrein van de Koninklijke Militaire Academie zijn naar haar vernoemd.